# Cape Woolamai
Cape Woolamai – miasto w Australii, w stanie Wiktoria.